# Schmiedefeld am Rennsteig
Schmiedefeld am Rennsteig é uma vila e antigo município da Alemanha localizado no distrito de Ilm-Kreis, estado da Turíngia. Schmiedefeld am Rennsteig é a sede do Verwaltungsgemeinschaft de Rennsteig. Desde 1 de janeiro de 2019, forma parte do município de Suhl.